# 本太
本太（もとぶと）は、埼玉県さいたま市浦和区の町丁。現行行政地名は本太一丁目から本太五丁目。住居表示実施地区。郵便番号は330-0052。

## 地理
さいたま市浦和区南東部の大宮台地上に位置する。浦和駅東口から近く、おもに住宅地となっている。縄文時代中期の縄文遺跡である本太四丁目遺跡が地区内に所在する。

### 地価
住宅地の地価は、2022年（令和4年）1月1日の公示地価によれば、本太一丁目18番21号の地点で34万9000円/m2となっている。

## 歴史
奈良時代には律令制による政庁が本太に置かれていた。その跡地は氷川神社となり、現在まで残っている。
江戸時代は足立郡浦和領に属する本太村であった。元太村とも記される。
- 発足時は幕府領、1703年（元禄16年）より知行は旗本前田氏および幕府領となるが、1722年（享保7年）より幕府領に統合される[5]。
- 幕末時点では足立郡本太村であった。明治初年の『旧高旧領取調帳』の記載によると、代官大竹左馬太郎支配所が管轄する幕府領であった[8]。
- 1868年（慶応4年）6月19日：武蔵知県事・山田政則（忍藩士）の管轄となる。
- 1869年（明治2年） 
  - 1月13日：武蔵知県事・宮原忠英の管轄区域に大宮県を設置、同県の管轄となる。県庁は東京府馬喰町に置かれる。
  - 9月29日：県庁が浦和に置かれ浦和県に改称。
- 1871年（明治4年）11月13日：第1次府県統合により埼玉県の管轄となる。
- 1873年（明治6年）：延命寺の境内に仮校舎を設置して本太学校を開設する[5]。
- 1879年（明治12年）3月17日：郡区町村編制法により成立した北足立郡に属す。郡役所は浦和宿に設置。
- 1889年（明治22年）4月1日：町村制施行により、上木崎村、下木崎村、駒場村、瀬ヶ崎村、針ヶ谷村、本太村、北袋村、木崎領領家村が合併し、木崎村（江戸期の木崎村とは別の自治体）が成立[9]。本太村は木崎村の大字本太となる。
- 1932年（昭和7年）4月1日：木崎村が谷田村と共に浦和町へ編入され[10]、浦和町の大字となる。
- 1934年（昭和9年）2月11日：浦和町が市制を施行し、浦和市となり[10]、同市の大字となる。
- 1954年（昭和29年）1月1日：浦和市大字本太から本太町一丁目 - 五丁目、元町一丁目 - 三丁目、前地町一丁目 - 三丁目が成立[5]（住居表示とは別の町名変更）。
- 1968年（昭和40年）：大字本太の一部が東仲町の一部となる[5]。
- 1966年（昭和41年）4月1日：住居表示実施により、本太町一丁目 - 五丁目[11][5]、仲町五丁目および大字駒場の各一部から本太一丁目 - 五丁目が成立（本太町一丁目から本太一丁目が、本太町二丁目および仲町五丁目の一部から本太二丁目が、本太町三丁目および仲町五丁目の一部から本太三丁目が、本太町四丁目から本太四丁目が、本太町五丁目および大字駒場の一部から本太五丁目がそれぞれ成立）。
- 2001年（平成13年）5月1日：浦和市・大宮市・与野市が合併し、さいたま市が発足。同市の町丁となる。
- 2003年（平成15年）4月1日：さいたま市が政令指定都市に移行し、同市浦和区の町丁となる。

## 世帯数と人口
2017年（平成29年）9月1日時点の世帯数と人口は、以下のとおりである。
| 丁目       | 世帯数    | 人口     |
| ---------- | --------- | -------- |
| 本太一丁目 | 1,882世帯 | 4,044人  |
| 本太二丁目 | 1,341世帯 | 2,889人  |
| 本太三丁目 | 1,218世帯 | 2,684人  |
| 本太四丁目 | 763世帯   | 1,781人  |
| 本太五丁目 | 948世帯   | 2,167人  |
| 計         | 6,152世帯 | 13,565人 |

## 小・中学校の学区
市立小・中学校に通う場合、学区（校区）は以下のとおりとなる。
| 丁目       | 区域            | 小学校                 | 中学校                 |
| ---------- | --------------- | ---------------------- | ---------------------- |
| 本太一丁目 | 1 - 36・39 - 42 | さいたま市立仲本小学校 | さいたま市立原山中学校 |
| 本太一丁目 | 37・38          | さいたま市立本太小学校 | さいたま市立本太中学校 |
| 本太二丁目 | 1・9 - 17       | さいたま市立仲本小学校 | さいたま市立原山中学校 |
| 本太二丁目 | 2 - 8・18 - 29  | さいたま市立本太小学校 | さいたま市立本太中学校 |
| 本太三丁目 | 全域            | さいたま市立本太小学校 | さいたま市立本太中学校 |
| 本太四丁目 | 全域            | さいたま市立本太小学校 | さいたま市立本太中学校 |
| 本太五丁目 | 1・2・15 - 25   | さいたま市立仲本小学校 | さいたま市立原山中学校 |
| 本太五丁目 | 3 - 14・26 - 40 | さいたま市立本太小学校 | さいたま市立本太中学校 |

## 交通
本太三丁目の西縁を東日本旅客鉄道（JR東日本）京浜東北線、宇都宮線・高崎線、湘南新宿ラインが通るが、地内に駅はない。最寄り駅は地点によって異なり、東日本旅客鉄道（JR東日本）各線の浦和駅、または同京浜東北線の北浦和駅である。

### 道路
- 国道463号
- 藤右衛門川通り（地下を藤右衛門川が流れる）

## 地域

### 寺社
- 氷川神社[13]
- 天台宗延命寺 - 本太一丁目にある。ムクノキが有名[14]。
  - 元太観音堂 - 本太二丁目にある。元天台宗冨岡山瑞岸寺の観音堂で、延命寺が管理する。足立坂東三十三観音霊場のひとつ。市指定有形民俗文化財の「本太観音堂連経講絵馬」がある[15]。
- 三角稲荷神社
- 山神神社

### 施設
- さいたま市立仲本小学校
- さいたま市立本太小学校
- 浦和総合運動場（一部）
  - さいたま市営浦和球場
- 本太保育園
- 本太幼稚園
- 浦和母の会幼稚園
- 浦和本太郵便局
- 三角稲荷公園 - 新浦和橋高架下に所在
- 本太児童公園

※なお、さいたま市立本太中学校は領家一丁目にある。